# توني بالمر (دراج)
توني بالمر (بالإنجليزية: Tony Palmer)‏ هو دراج أمريكي، ولد في 15 يناير 1966.

## وصلات خارجية
- توني بالمر على موقع أوليمبيديا (الإنجليزية)